# Lipararchis
Lipararchis là một chi bướm đêm thuộc họ Crambidae.

## Các loài
- Lipararchis aspilus (Turner, 1915), described from Australia in the genus Calamochrous
- Lipararchis hyacinthopa Meyrick, 1934, the type species, described from Vunidawa on Fiji

Các loài trước đây
- Lipararchis tranquillalis (Lederer, 1863), now placed in the genus Bepea